# La Saunière
La Saunière é uma comuna francesa na região administrativa da Nova Aquitânia, no departamento de Creuse. Estende-se por uma área de 7,5 km². Em 2010 a comuna tinha 633 habitantes (densidade: 84,4 hab./km²).